# Vladislav zastávka
Vladislav zastávka je železniční zastávka na trati Brno–Jihlava, která se nachází mezi stanicemi Studenec a Vladislav.

## Popis zastávky

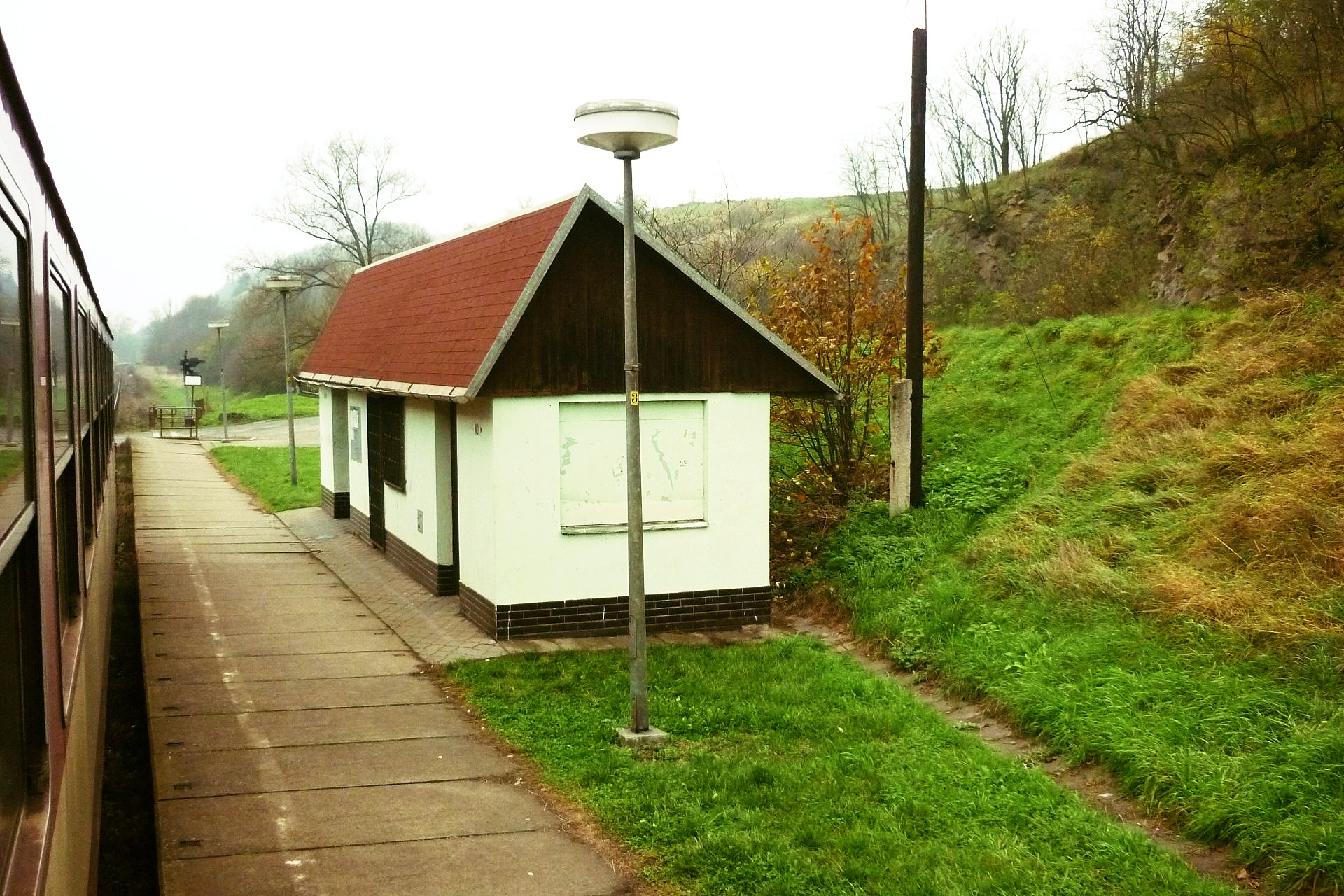
Vladislav zastávka – stav před rekonstrukcí

Zastávka se nachází v obci Vladislav v okrese Třebíč. Provoz zde byl zahájen 1. června 1996, kdy na přibližně kilometr vzdáleném nádraží Vladislav přestaly vlaky zastavovat.
V roce 2016 byla zdejší trať i zastávka kompletně zrekonstruována. Došlo k rekonstrukci nástupiště a došlo k vybudování nového přístřešku. Na zastávce se nachází také osvětlení a informační systém pro cestující ve formě staničního rozhlasu. Do doby rekonstrukce se na přejezdu blízko zastávky nacházely výstražníky VÚD. Poté byly vyměněny za výstražníky AŽD 97. K výstražníkům se následně přidaly i závory.[zdroj?]